# Nico Funck
Nicolas ("Nico") Funck (17 oktober 1972) is een voormalig voetballer uit Luxemburg. Hij speelde als verdedigende middenvelder gedurende zijn carrière, voor achtereenvolgens Red Boys Differdange, CS Grevenmacher, F91 Dudelange en UN Käerjeng 97.

## Interlandcarrière
Funck kwam in totaal zeventien keer uit voor de nationale ploeg van Luxemburg in de periode 1997–2002, maar maakte in die wedstrijden geen doelpunten. Hij maakte zijn debuut op 11 oktober 1997 in de WK-kwalificatiewedstrijd in Limassol tegen Cyprus, die met 2-0 verloren werd. Zijn zeventiende en laatste interland speelde hij op woensdag 17 april 2002 in Hesperange tegen Liechtenstein. In dat vriendschappelijke duel boog de thuisploeg Luxemburg een 0-3-achterstand om in een 3-3 gelijkspel door treffers van Jeff Strasser, Marcel Christophe en Manuel Cardoni.

## Erelijst
- Landskampioen

2000, 2001
- Beker van Luxemburg

1998